# August Ewald (Schriftsteller)
August Ewald (Pseudonym  Paul Paquita; 1887–nach 1933) war ein deutscher Dichter und Gymnasiallehrer.

## Leben
Über sein Leben sind nur wenige Angaben bekannt. Er lebte um 1912 in Berlin und hatte Kontakte zur jungen expressionistischen Schriftstellerszene. Um 1919 war er in Prag.
In den 1920er und frühen 1930er Jahren war er Gymnasiallehrer. Von 1946 ist die letzte Veröffentlichung  bekannt.

## Veröffentlichungen
August Ewald veröffentlichte zuerst expressionistische Gedichte  in verschiedenen Literaturzeitschriften, wie Horen, Die weißen Blätter, und in Anthologien mit dem Pseudonym Paul Paquita (1912–1919). Seit 1928 verfasste er einige Übersichtswerke zur zeitgenössischen Literatur.  
Bücher
- Entelechieen, Meyer, (Berlin-)Wilmersdorf, 1913, Gedichte
- Politik und Dichtung, B. G. Teubner, Leipzig, 1928
- Idee und Liebe. Studien in Dichtung und Kunst, Müller & Kiepenheuer, Potsdam 1932
- Zeitgenössische Dramatiker, Velhagen & Clasing, Bielefeld, 1933
- Moderne Prosa. 3. Folge, Schöningh, Paderborn, 1933
- Proben dichterischer Prosa. Ein lyrisches Lesebuch, 2. und 3. Auflage, Aschendorff, Münster (Westf.), 1946